# 피엘 데 오토뇨
《피엘 데 오토뇨》(스페인어: Piel de otoño)은 2005년 방영된 멕시코의 텔레노벨라이다.